# Station Aviemore
Station Aviemore ((en)  Aviemore railway station) is een spoorwegstation van de National Rail aan de Highland Main Line in het plaatsje Aviemore in Schotland. Het station is eigendom van Network Rail en wordt beheerd door ScotRail. Het station is het eindpunt van de Strathspey Railway.

## Geschiedenis
Het station werd op 3 augustus 1863 geopend door de Inverness and Perth Junction Railway, later de Highland Railway.
In 1898 werd de Inverness and Aviemore Direct Railway geopend. Deze spoorlijn maakte een direct verbinding tussen Inverness en Perh mogelijk. Voordien moesten treinen een omweg maken via Forres. Door de opening van deze nieuwe spoorlijn werd Aviemore een belangrijk spoorwegknooppunt. Hiervoor werd het station herbouwd en uitgebreid.
De spoorlijn naar Forres werd ten gevolge van de Beeching Axe in 1963 gesloten voor passagiersvervoer. Deze lijn werd later een toeristische spoorweg en werd omgedoopt tot Strathspey Railway. Tot 1998 mochten de uitbaters van deze spoorweg geen gebruik maken van de faciliteiten van het station. Daarom werd een nieuw station geopend, dat enkele honderden meters van het huidige station lag.
Eind jaren negentig besloot het bestuur van Aviemore om de belangrijkste toeristische attractie van het plaatsje dichter bij het centrum te brengen. Hierop werd het station grondig gerenoveerd en werd het de Strathspey Railway toegestaan om gebruik te maken van de faciliteiten van het station. Daarna werd het andere, nieuw gebouwde station weer gesloten.
Het andere station heette Aviemore (Speyside) railway station.